# پیتر فندی

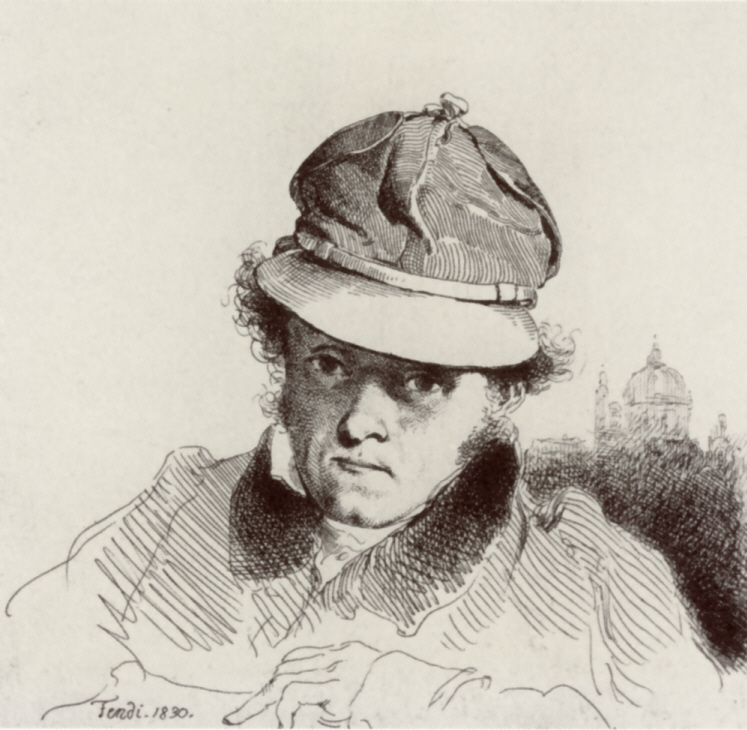
خودنگاره پیتر فندی

پیتر فندی (زاده: ۴ سپتامبر ۱۷۹۶، درگذشت: ۲۸ اوت ۱۸۴۲)، یک نقاش اتریشی با گرایش به تصویرگری اشراف و نجیب زادگان بود، که در نقاشی پرتره (چهره‌نگاری) و نقاشی مطابق با سبک (نقاشی در ژانرهای خاص)، نقاشی سیاه قلم، و نیز در حجاری و چاپ سنگی، تبحر داشت. او یکی از هنرمندان برجسته دوره بیدرمایر محسوب می‌شود.

## زندگی

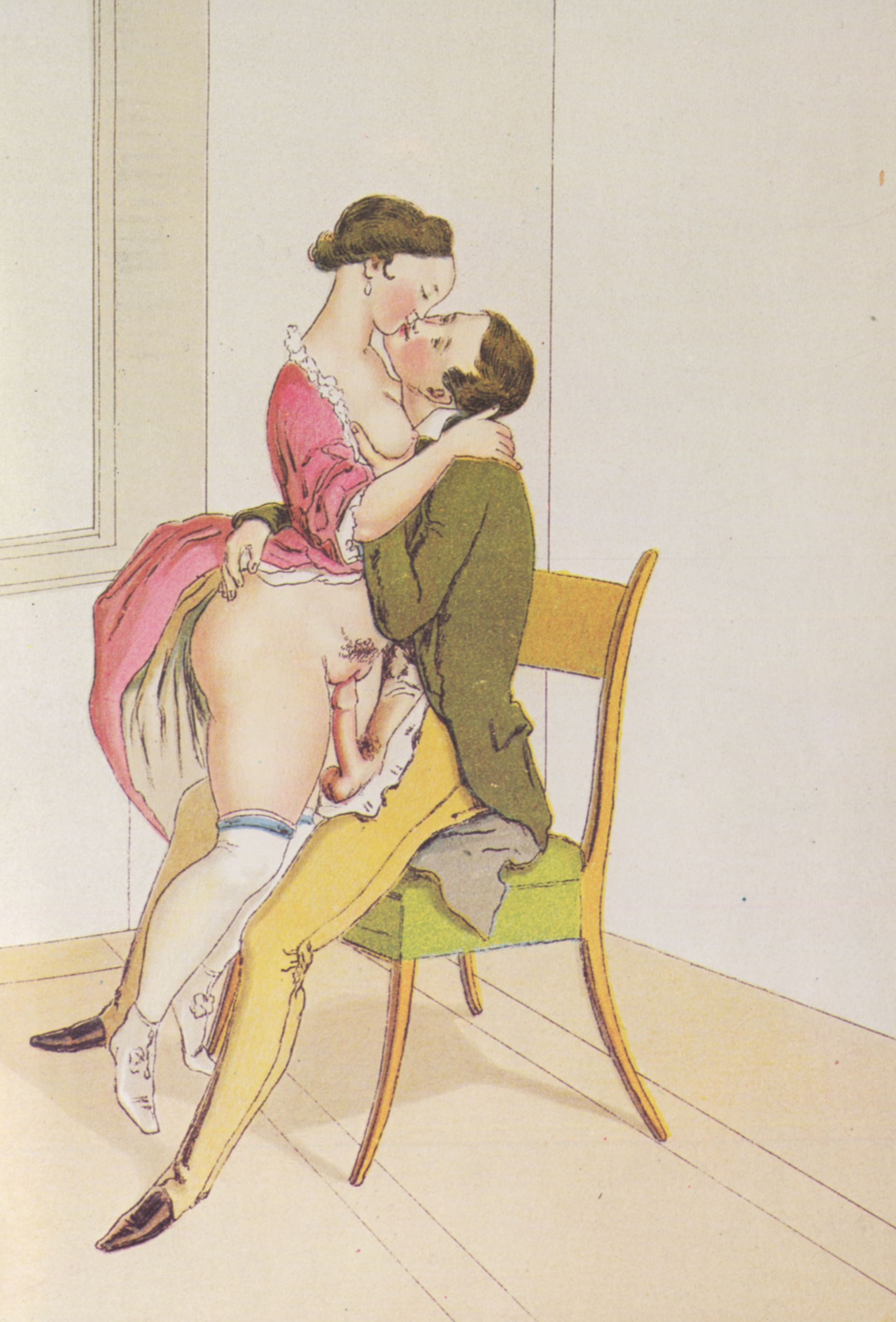
عشاق، اثری از پیتر فندی

پیتر فندی در روز چهارم سپتامبر سال ۱۷۹۶ در وین به دنیا آمد. پدر و مادرش، جوزف و الیزابت فندی بودند. ژوزف فندی، پدرش یک مدیر مدرسه بود. هنگامیکه پیتر یک نوزاد بود، از بالای یک بلندی سقوط کرد که این حادثه، باعث بروز یک آسیب جبران ناپذیر به ناحیه ستون فقرات بدن او شد، که در تمام عمر با وی باقی ماند. پیتر فندی استعداد خود در نقاشی را، در همان دوران کودکی خود نشان داد. در سال ۱۸۱۰ و درحالیکه وی تنها سیزده سال داشت، او را به آکادمی هنرهای زیبای سنت آنا بردند و او در آنجا به مدت سه سال تحت نظر بزرگانی چون: یوهان مارتین فیشر، هوبرت ماورر، و یوهان باپتیست فون لامپی سالمند به فعالیت پرداخت.
فندی همچنین موفق به ملاقات با ژوزف بارت، که یک کلکسیونر گردآورنده آثار هنری و همچنین چشم پزشک مخصوص جوزف دوم، امپراتور مقدس روم بود، شد، و از طریق ارتباطاتی که بارت با دیگر هنرمندان با نفوذ داشت، با آنان نیز ارتباط یافت. در سال ۱۸۱۸ فندی در گالری سلطنتی سکه‌ها و آثار باستانی، مشغول به کار شد و همین حرفه آشنایی او با هنر طراحی و قلمزنی و مطرح گردیدن او به عنوان یک طراح و قلم زن را به همراه داشت. فندی در سال ۱۸۲۱، بخاطر یکی از نقاشی‌های رنگ و روغن خود، مدال طلا دریافت نمود و چند سال بعد، یعنی در سال ۱۸۳۶، به عضویت آکادمی هنرهای زیبای وین انتخاب شد.
بعد از آن، هم اشراف و هم افراد معمولی؛ در زمینه طراحی و نقاشی به فندی، سفارشهایی می‌دادند و بعدها وی زمان بیشتری از وقت خود را صرف آموزش مهارتهای خود به شاگردانش و افرادی همچون: کارل شیندلر و یوهان فردریش ترمی نمود. فندی سرانجام در روز ۲۸ اوت سال ۱۸۴۲ از دنیا رفت.